# Bolle von Magadino

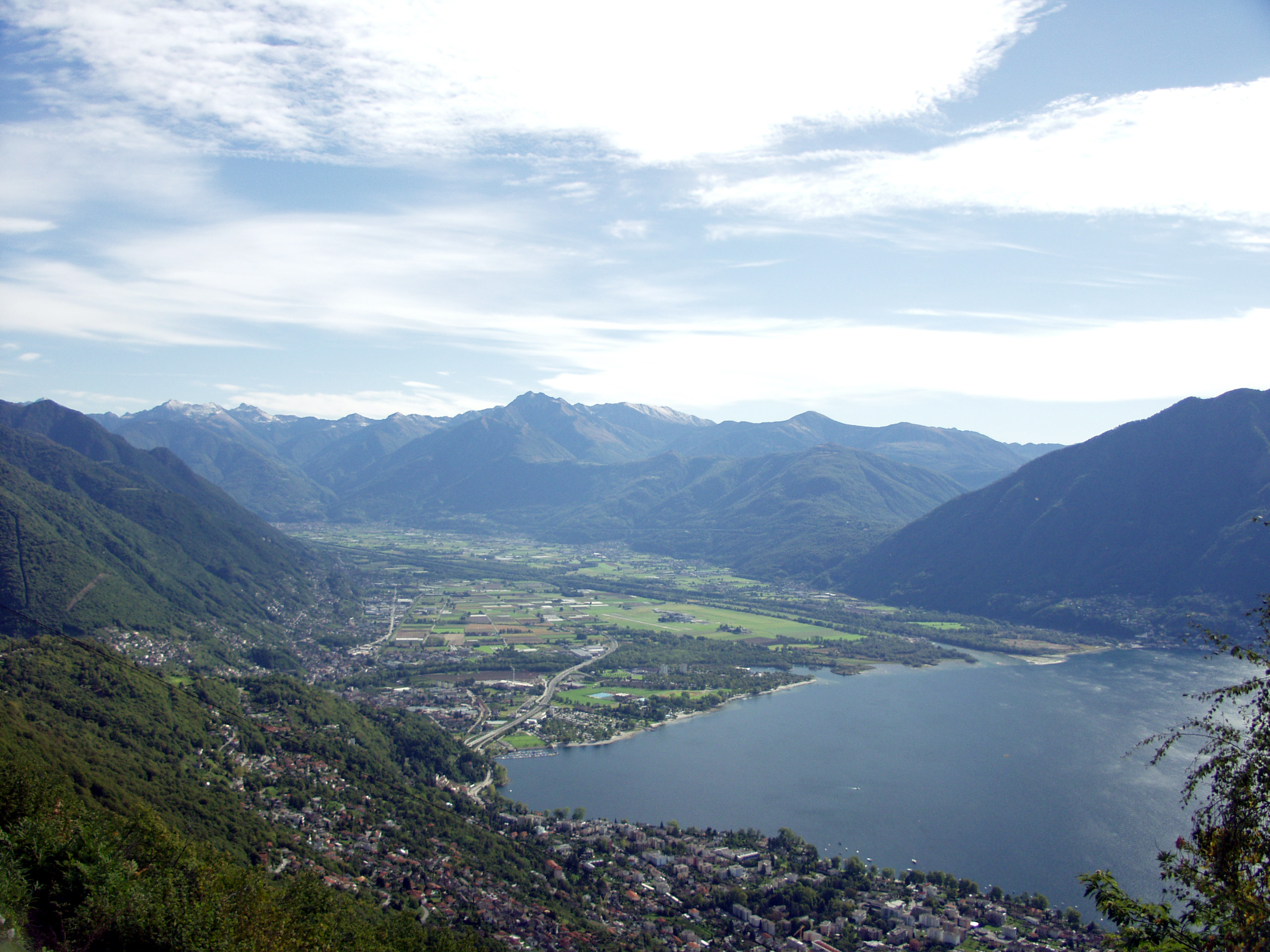
Die Magadinoebene

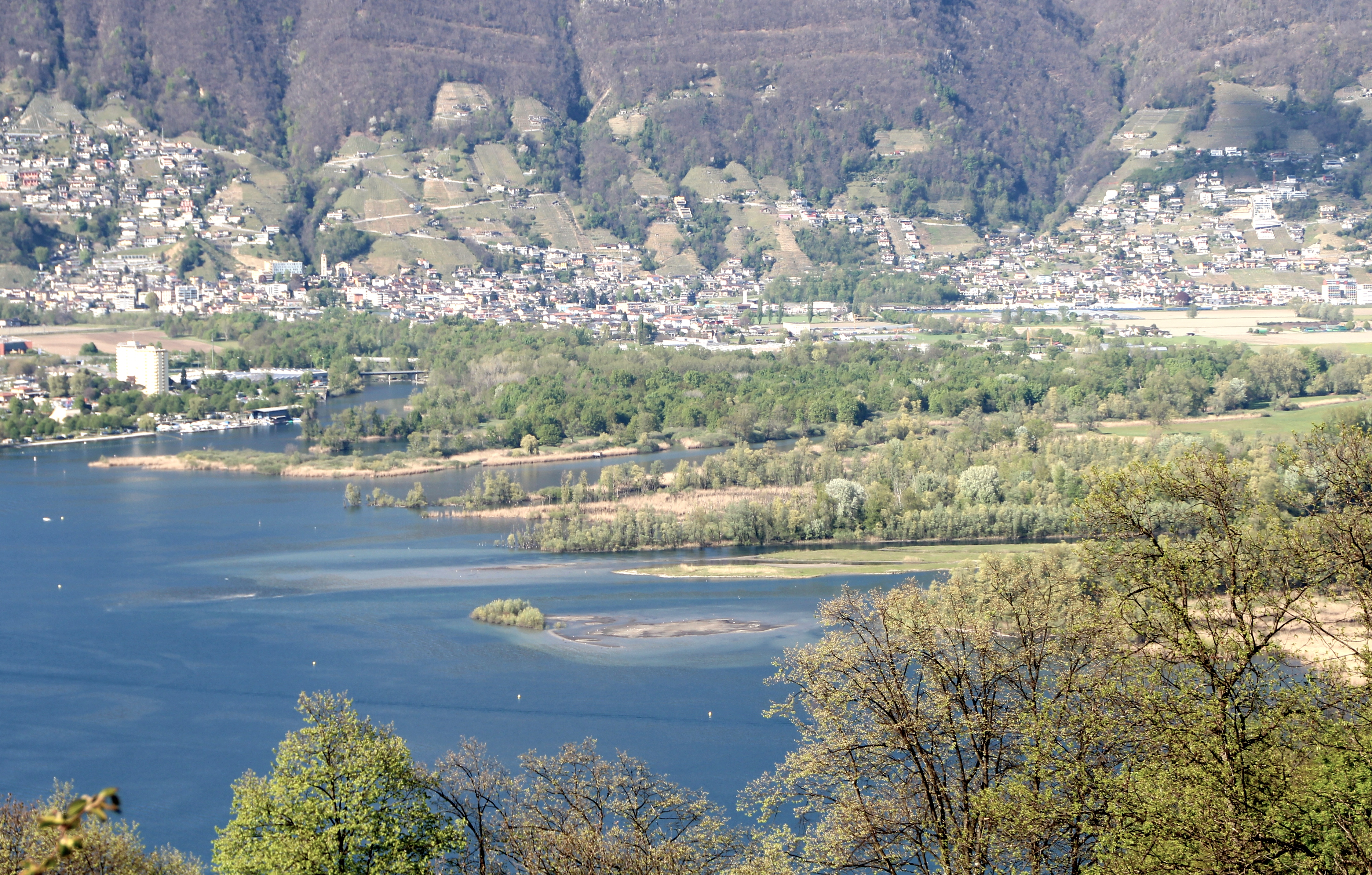
Das naturgeschützte Delta des Ticino und der Verzasca am oberen Lago Maggiore

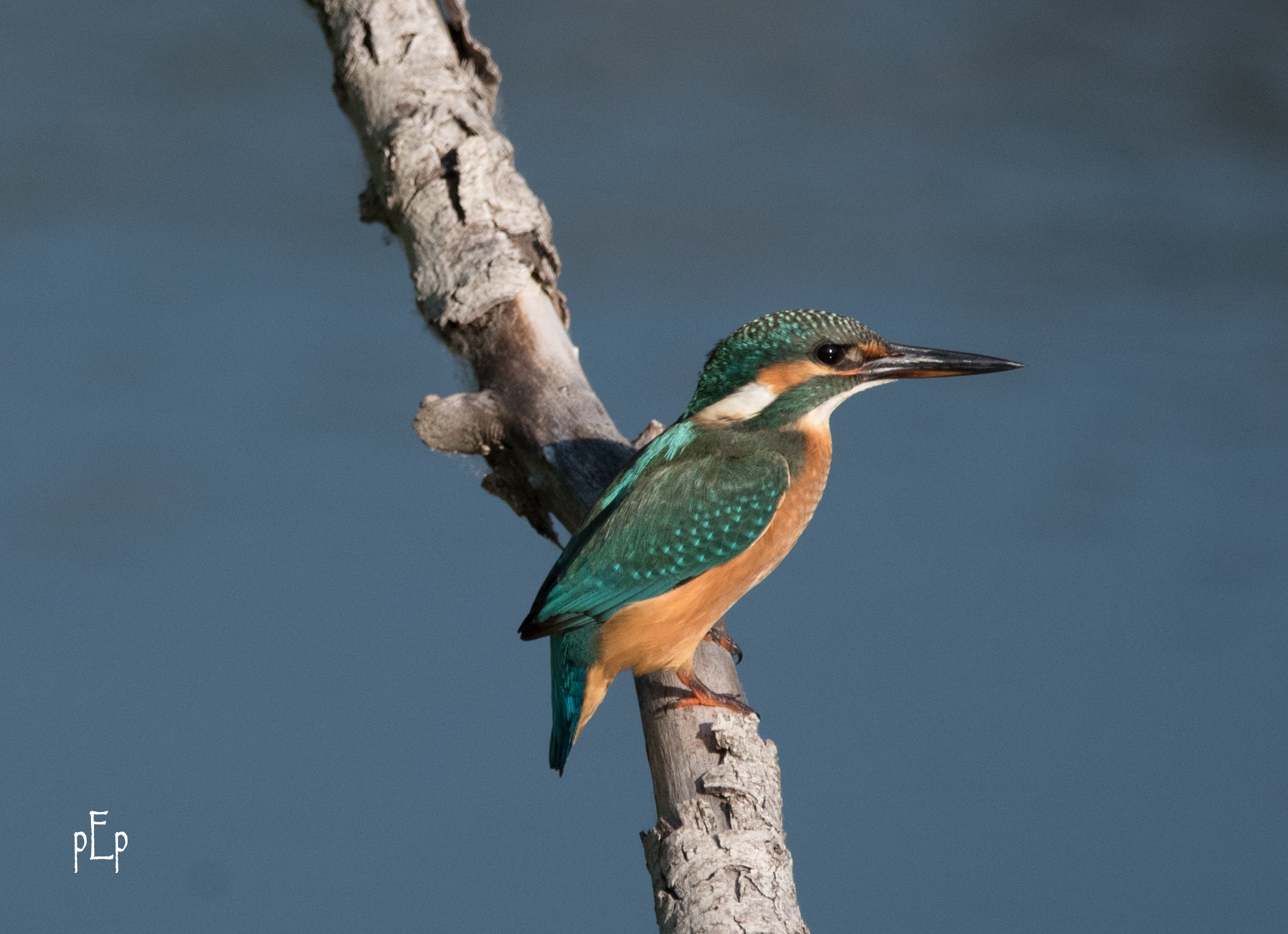
Eisvogel

Die Bolle von Magadino (italienisch Bolle di Magadino) sind ein Naturschutzgebiet in der Schweiz an der Mündung des Ticino in den Lago Maggiore. Es handelt sich um eine der neun Schweizer Auenlandschaften, die unter internationalem Schutz stehen. Das Flussdelta bietet wichtige Lebenräume für zahlreiche Vogelarten, die hier nisten oder sich während der Vogelzüge hier aufhalten. Ferner handelt es sich um ein Amphibienlaichgebiet von nationaler Bedeutung.

## Name
Bolle heissen auf Italienisch eigentlich die Blasen, welche aus den Sümpfen der Magadinoebene bis heute aufsteigen. Sie enthalten Methangas, das durch Gärung am Boden entsteht. Die Tessiner nennen das ganze Schwemmgebiet des Ticino und der Verzasca Bolle di Magadino nach der gleichnamigen Stadt an der Mündung in den Langensee.

## Geschichte
Der Bereich war ab 1888 von Eindämmungsarbeiten betroffen, die den Mündungsverlauf des Ticino in den Lago Maggiore verändert haben. Die Dämme wurden um 1908 fertiggestellt, und 1918 begannen die Arbeiten zur Urbarmachung der Magadinoebene. 1924 entstanden im Rahmen der Entwässerungsarbeiten Deiche, um den Flusslauf zu regeln. Das so erhaltene Land wurde im Zweiten Weltkrieg als Anbaufläche genutzt, um mit dem Plan Wahlen der kriegsbedingten Lebensmittelknappheit zu begegnen.
Nach dem Krieg wurde die Urbarmachung weitergeführt, zunächst in den 50er Jahren mit dem Bau von Entwässerungskanälen, dann mit dem Bau eines Deiches an der Verzasca (1965). Nach diesen Arbeiten änderte sich nach und nach die Vegetation in diesem Gebiet und verwandelte sich aus einem vorwiegend sumpfigen Schilfgebiet in ein hauptsächlich waldiges Gebiet. Die Stätte wird seit 1975 von der Stiftung Bolle di Magadino verwaltet.
1979 wurde das Gebiet zum „kantonalen Schutzgebiet“ mit einer Verordnung zum Schutz des Territoriums. Das Gebiet der Bolle wurde 1982 in die Ramsar-Konvention der UNESCO zum Schutz der Feuchtgebiete aufgenommen.
1994 entstand eine Station zur Beringung der Zugvögel, die Teil eines Netzwerks von Beobachtungsstellen ist und mit einem europäischen Forschungsprojekt (European-African Songbird Migration Network) in Verbindung steht, das von der Universität Oldenburg koordiniert wird. Gegenstand der Forschung sind Migrationsbewegungen der Sperlingsvögel zwischen Europa und Afrika. Aus der Untersuchung ging hervor, dass das Gebiet der Bolle von Magadino trotz seiner geringen Größe eines der Durchzugs- und Aufenthaltsgebiete ist, die von den Vögeln während der Wanderungen am meisten aufgesucht werden.
1992 wurden Flächen im Flussdelta als Auengebiet von nationaler Bedeutung im Bundesinventar aufgenommen. Seit 2001 ist der Lebensraum auch als Auen von internationaler und nationaler Bedeutung für Wasser- und Zugvögel und für Amphibien als Laichgebiet von nationaler Bedeutung geschützt.

## Fauna
Hier leben Enten, Schwäne, Blässhühner, Haubentaucher, auch Sumpfschildkröten und Kormorane, mehrere Reiherarten, Nachtigallen, Pirole und der seltene Eisvogel, aber auch Wasserfrösche (Pelophylax sp.), Italienische Laubfrösche (Hyla intermediallia), Springfrösche (Rana dalmatina), der seltene Grasfrosch (Rana temporaria), die Erdkröte (Bufo bufo) und der Alpenkammmolch (Triturus carnifex). Zudem sind Reptilien wie die Ringelnatter hier beheimatet. Und im Frühling sind die vielen Insekten und Amphibien Beute für die vielen Zugvögel, welche die anstrengende Alpenüberquerung antreten, und später auch für die Brutvögel, welche ihre Jungen füttern müssen.

## Flora
Die Bolle di Magadino umfasst zwei Auenwälder und gut ein Dutzend Moorbiotope. Diese erstrecken sich über eine Fläche von 660 Hektaren und bilden das grösste Feuchtwassergebiet der Schweiz. Die Vegetation besteht hauptsächlich aus Schilf- und Röhrichtflächen, Streuwiesen, Gras- und Strauchlandschaften sowie aus Wäldern. Damit ergibt sich ein Lebensraum für zahlreiche Vogel-, Algen-, Moos-, Pilz-, Farn- und Flechtenarten und für viele Amphibien- und Reptilienarten.